# Алматинский дворец школьников
Алматинский дворец школьников сооружён в городе Алма-Ате в 1983 году.

## История
В 1978 году первым секретарем ЦК Компартии Казахстана Динмухамедом Кунаевым принято решение возвести здание нового «Республиканского Дворца пионеров и школьников» в дополнение к существующему «Городскому Дворцу пионеров», построенному в 1962 году на пересечении улиц Кабанбай батыра и Сейфуллина. Здание Республиканского Дворца пионеров и школьников было построено в период с 1979 по 1983 годы архитекторами В. Н. Кимом, А. П. Зуевым, Т. С. Абильдаевым и другими. Творческий коллектив авторов награжден грамотой Верховного Совета Казахской ССР.
В июне 2014 года Дворец школьников был закрыт на капитальный ремонт, который стал для него первым за 30-летнюю историю здания. В здании на тот момент функционировали 80 кружков спортивного, научно-технического, декоративно-прикладного и художественного направления. Все кружки и секции были временно переведены в другие образовательные учреждения города. Реконструкция завершилась в 2015 году и Дворец школьников вновь открылся в День знаний.

### Названия в разные годы
1983 – 1991 годы – «Республиканский дворец пионеров и школьников»
1992 – 2004 годы – РГКП «Республиканский Дворец школьников»
2004 год – РГКП «Республиканский учебно-методический центр дополнительного образования» Министерства образования и науки Республики Казахстан
2009 год – ГККП «Дворец школьников» Управления образования города Алматы

## Архитектура
Динамические формы сооружения, расположенного на фоне предгорий Заилийского Алатау, завершают один из красивейших ансамблей города. Архитектурно-планировочная композиция четырехэтажного здания решена в виде спирали с нанизанными на ее ось объемами павильонов. Главный вход акцентирован парадной лестницей. Центром композиции является увенчанный куполом зал торжеств, к которому примыкают все группы помещений дворца. Диаметр купола 21 метр, высота 19 метров. Украшение Зала торжеств — люстра, в которой установлено 288 ламп, весом люстра — 3,5 тонны, а диаметром — 7 м. Левее купола — 40-метровая башня обсерватории. Интерьеры украшает монументальная роспись — горельеф «Степь» (художник Г.Завизионный). При возведении использованы кордайский и балхашский граниты, ракушечник Мангыстау, дерево, металл. Основные мотивы решения интерьеров — мягкость очертаний и светонасыщенность потолков. Просторные аллеи и площадки перед зданием предусматривают возможность проведения массовых мероприятий на открытом воздухе. Здание рассчитано на 2200 школьников. Имеются зрительный зал (800 мест), помещения для различных кружков, спортзалы, плавательный бассейн и другие.
Здание Дворца школьников состоит из 12 павильонов, полезная площадь которых свыше 35 тыс. кв. метров.

## Статус памятника
С 26 января 1984 года Дворец школьников включён в Государственный список памятников истории и культуры местного значения Алма-Аты. Возле здания Дворца школьников установлена охранная зона, зона регулирования застройки и зона охраняемого природного ландшафта объектов историко-культурного наследия.

## Памятник Гани Муратбаеву

Памятник Гани Муратбаеву

В 1985 году перед зданием Республиканского дворца школьников был установлен памятник Гани Муратбаеву — известному общественному деятелю, основателю комсомола в Средней Азии и Казахской ССР.
Бронзовая скульптура Г. Муратбаева высотой 3,7 метра была выполнена по модели скульпторов Т. С. Досмагамбетова, О. Г. Прокопьевой и установлена на постаменте из гранитного камня. К площадке, на которой расположен памятник, ведут 6 ступеней. Площадка выполнена из шлифованной красной гранитной плитки. Архитекторы монумента Ш. Е. Валиханов и А. С. Кайнарбаев.
С 1986 года решением исполкома Алма-Атинского городского Совета народных депутатов монумент Муратбаеву был внесён в Государственный реестр памятников истории и культуры местного значения Алма-Аты